# پاشته
پاشته (به انگلیسی: Pashta) یک منطقهٔ مسکونی در پاکستان است که در خیبر پختونخوا واقع شده‌است.